# 1998
1998 (MCMXCVIII) a fost un an obișnuit al calendarului gregorian, care a început într-o zi de joi.

## Evenimente

### Ianuarie

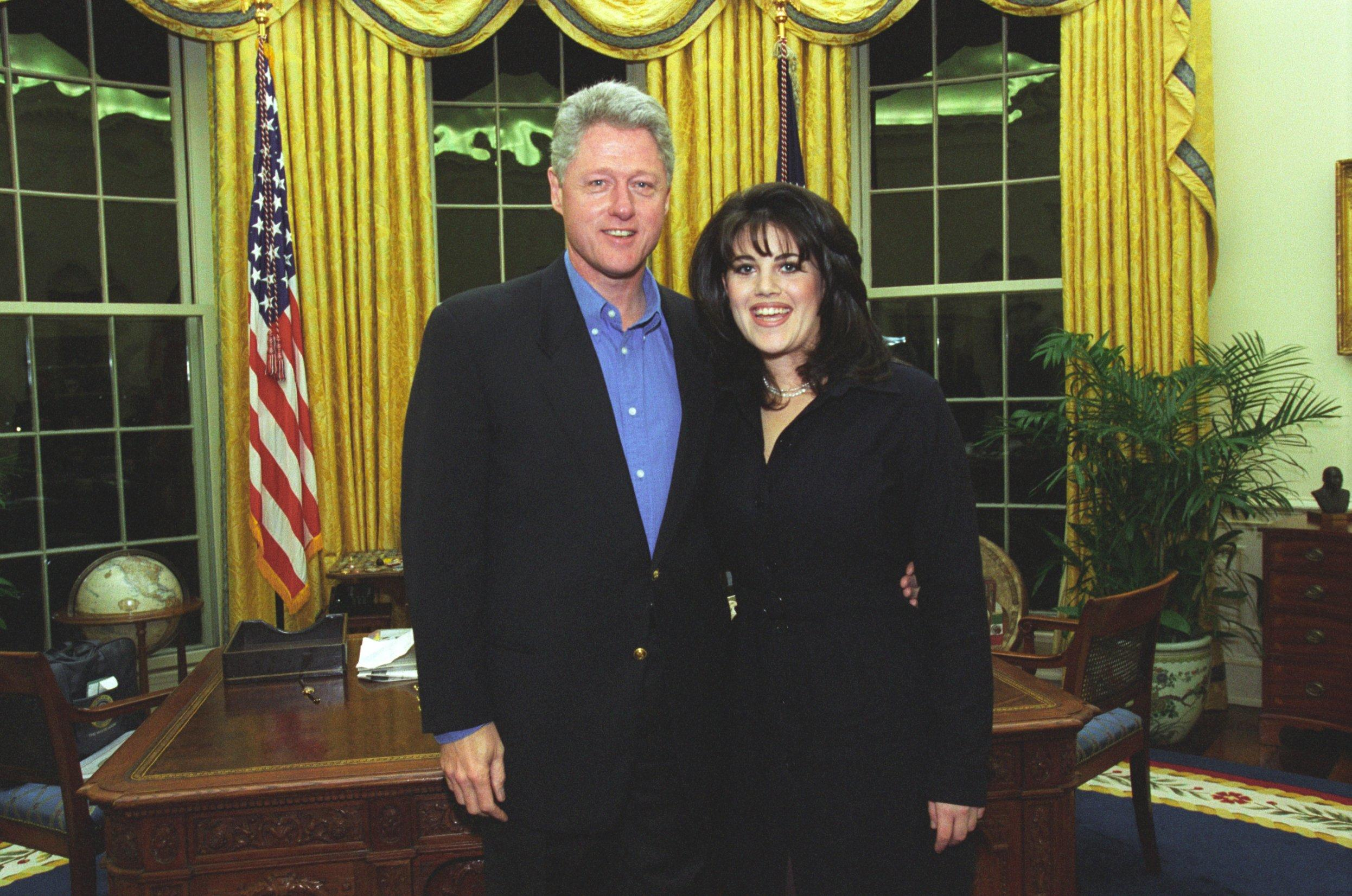
În Statele Unite izbucnește scandalul Lewinsky

- 7 ianuarie: PD adoptă un document prin care face cunoscută nemulțumirea partidului față de rezultatele guvernării.
- 12 ianuarie: Un număr de 19 țări europene, printre care și România, semnează, la Paris, Protocolul privind interzicerea clonării umane, primul text de drept internațional constrângător, elaborat în acest domeniu.
- 20 ianuarie-25 ianuarie: Vizita „istorică” a Papei Ioan Paul al II-lea la Havana, unde este primit triumfal de liderul comunist Fidel Castro.
- 22 ianuarie: În urma întâlnirii dintre președintele Emil Constantinescu și liderii PNȚCD și PD, Petre Roman, liderul PD comunică hotărârea partidului de a susține un guvern minoritar condus de Victor Ciorbea, până la apariția unei moțiuni de cenzură.
- 23-24 ianuarie: În Slovacia are loc reuniunea președinților statelor din Europa Centrală - Austria, Cehia, Germania, Italia, Polonia, Slovacia, Slovenia, Ungaria, Bulgaria și Ucraina. Reuniunea are ca temă rolul societății civile pentru viitorul Europei unite. România este invitată pentru prima oară la această reuniune.
- 25 ianuarie: Partidul Comunist Francez își deschide arhivele pentru istorici și politologi.
- 26 ianuarie: Scandalul Lewinsky. La televiziunea americană, președintele american Bill Clinton neagă că a avut „relații sexuale” cu fosta angajată de la Casa Albă, Monica Lewinsky.
- 30 ianuarie: Intră în vigoare Regulamentul privind efectuarea operațiunilor valutare, emis de Banca Națională a României. Se renunță la plafonul de 500 de dolari pe care fiecare cetățean al României putea să-i cumpere pe parcursul unui an, pe baza pașaportului, urmând ca valuta să poată fi cumpărată, de la această dată, fără restricție de cetățenii țării.[1]

### Februarie

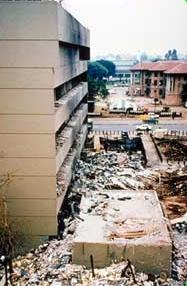
7 august: Atentat la Ambasada americană de la Nairobi.

- 2 februarie: Într-o scrisoare în zece puncte, adresată premierului Victor Ciorbea, miniștrii PD își anunță demisia și motivele demisiei: ineficiența guvernării, incompetența prim-ministrului, nerealizări în mersul reformei, abuzul de OU, defecțiuni în funcționarea aparatului guvernamental, discriminarea miniștrilor PD, ineficiența remanierii din decembrie 1997.[1]
- 2 februarie: Se lansează postul de televiziune Acasă TV ulterior denumit PRO 2.
- 3 februarie: Câștigătoarea licitației pentru cumpărarea rafinăriei Petrotel, din Ploiești, compania rusă Lukoil, semnează contractul de vânzare-cumpărare a aceastei rafinării, pentru o sumă de 300 milioane dolari.[2]
- 5 februarie: Liderii PNȚCD, PD, PNL, PSDR, UDMR, PAR semnează protocolul de funcționare a coaliției. Protocolul stabilește drept obiectiv prioritar al guvernării accelerarea reformei.
- 7 februarie: Jocurile Olimpice de iarnă se deschid la Nagano, Japonia.
- 9 februarie: La Tbilisi, Gruzia, Eduard Șevardnadze supraviețuiește atentatului îndreptat asupra lui.
- 12 februarie: Începe greva salariaților din sistemul sanitar, afiliați sindical la Federația Sanitas, membră a CNSLR-„Frăția”. Se cere mărirea bugetului pentru sistemul sanitar și creșterea salariilor personalului medical cu 100%.
- 27 februarie: Negociatorul-șef al FMI pentru România decide, în urma mai multor runde de negocieri cu guvernanții români, să amâne eliberarea celei de a treia tranșe din împrumutul acordat României, în valoare de 86 milioane de dolari, până când guvernul român își va îndeplini obligațiile asumate la acordarea împrumutului, privind reforma structurală.[3]

### Martie
- 17 martie: Deputații votează din nou în favoarea adoptării legii (168 voturi pentru, 77 contra) care stabilește salarii mai mari parlamentarilor decât altor categorii de bugetari, prin folosirea ca bază de calcul a salariului mediu pe economie și nu a salariului minim. Legea fusese votată de Parlament în 1997, dar a fost respinsă de la promulgare de președintele Emil Constantinescu, aceasta fiind prima lege pe care Constantinescu a refuzat să o promulge.[3]
- 25 martie: Comisia Europeană recomandă adoptarea monedei unice, Euro, de către 11 țări.
- 28 martie: Partidul Alianței Civice fuzionează cu Partidul Național Liberal.
- 30 martie: Victor Ciorbea își anunță demisia din funcția de prim-ministru, pentru a pune capăt crizei guvernamentale care dura din ianuarie.

### Aprilie

2 aprilie: Radu Vasile este desemnat prim-ministru al României

- 2 aprilie: Radu Vasile este desemnat prim-ministru, de către președintele României, Emil Constantinescu.
- 10 aprilie: Semnarea acordului istoric privind Irlanda de Nord.
- 15 aprilie: Guvernul condus de Radu Vasile este validat de către Parlamentul României (317 voturi pentru, 124 împotrivă).
- 15 aprilie: Lansarea oficială a canalului HBO, în București.
- 16 aprilie: Afacerea „Țigareta II”. Un avion ucrainean este parcat pe Aeroportului Militar Otopeni și descarcă 3.000 de baxuri de țigări. Ancheta stabilește că avionul a intrat în bază cu acordul comandantului acesteia, colonelul Ioan Suciu și că operațiunea a fost coordonată de Gheorghe Truțulescu, adjunctul directorului SPP.[4]
- 22 aprilie-11 iunie 1999: Conflictul din Kosovo: Război etnic în Kosovo, Iugoslavia. În 17 februarie 2008, parlamentul regiunii Kosovo și-a proclamat independența față de Serbia.
- 23 aprilie: Victor Babiuc, ministrul Apărării Naționale, îl destituie din funcție pe loan Suciu, comandantul Aeroportului Militar Otopeni, ca urmare a afacerii „Țigareta II”.[4] 19 persoane (civili și militari) au fost trimise în judecată pentru contrabandă și asociere pentru săvârșirea de infracțiuni, primind pedepse între 3 și 15 ani de închisoare.[5]

### Mai
- 14 mai: Este inaugurat primul hotel de cinci stele din România, Athénée Palace – București Hilton, construit în 1924 și extins în 1936 și 1965.
- 22 mai: CSAT decide desființarea Direcției Speciale de Informații („Doi și-un Sfert”) din cadrul Ministerului de Interne, motivând că unitatea, care a fost înființată după 1990, ar fi preluat în rândurile sale foști ofițeri de securitate și că și-a depășit atribuțiile legale.[6]
- 28 mai: Oficialitățile militare din Pakistan au efectuat primele teste de arme nucleare.
- 29 mai: În dosarul SAFI, inculpatul principal este fostul administrator al SAFI SA și SAFI Invest, George Danielescu. El este acuzat de înșelăciune, fals intelectual, folosirea creditului cu rea-voință. SAFI a păgubit 222.619 de investitori cu suma de aproape 60 milioane dolari.[6]

### Iunie
- 1 iunie: Este fondată Banca Centrală Europeană.
- 2 iunie: Statele Unite recuperează 4 tablouri furate de la Muzeul Bruchental din Sibiu în 1968.
- 10 iunie: Curtea Supremă de Justiție condamnă pe șapte foști membri ai conducerii Companiei Petromin la închisoare cuprinsă între 12 și 2 ani, pentru prejudiciul de 100.544.650 dolari adus societății prin vânzarea la prețuri subevaluate a mai multor nave maritime.[7]
- 12 iunie: Miron Cozma este condamnat la 3 ani de închisoare, instanța schimbându-i încadrarea din subminarea puterii de stat în ultraj contra bunelor moravuri, tulburarea liniștii publice și neîndeplinirea sarcinilor de serviciu.[7] Ulterior, instanța reduce pedeapsa la jumătate și va fi eliberat la 9 iulie 1998 (era închis din ianuarie 1997).
- 18 iunie: Parlamentul aprobă participarea militară a României la acțiunile de menținere a păcii în Bosnia și Herțegovina, în perioada 21 iunie 1998-31 iunie 1999.
- 25 iunie: Instituirea Ordinului „Steaua României”, cu șase grade (Colan, Mare Cruce, Mare Ofițer, Comandor, Ofițer, Cavaler), cel mai înalt ordin național românesc, pentru a recompensa serviciile excepționale, civile și militare aduse statului și poporului român.
- 25 iunie: Microsoft lansează Windows 98 (prima ediție).

### Iulie

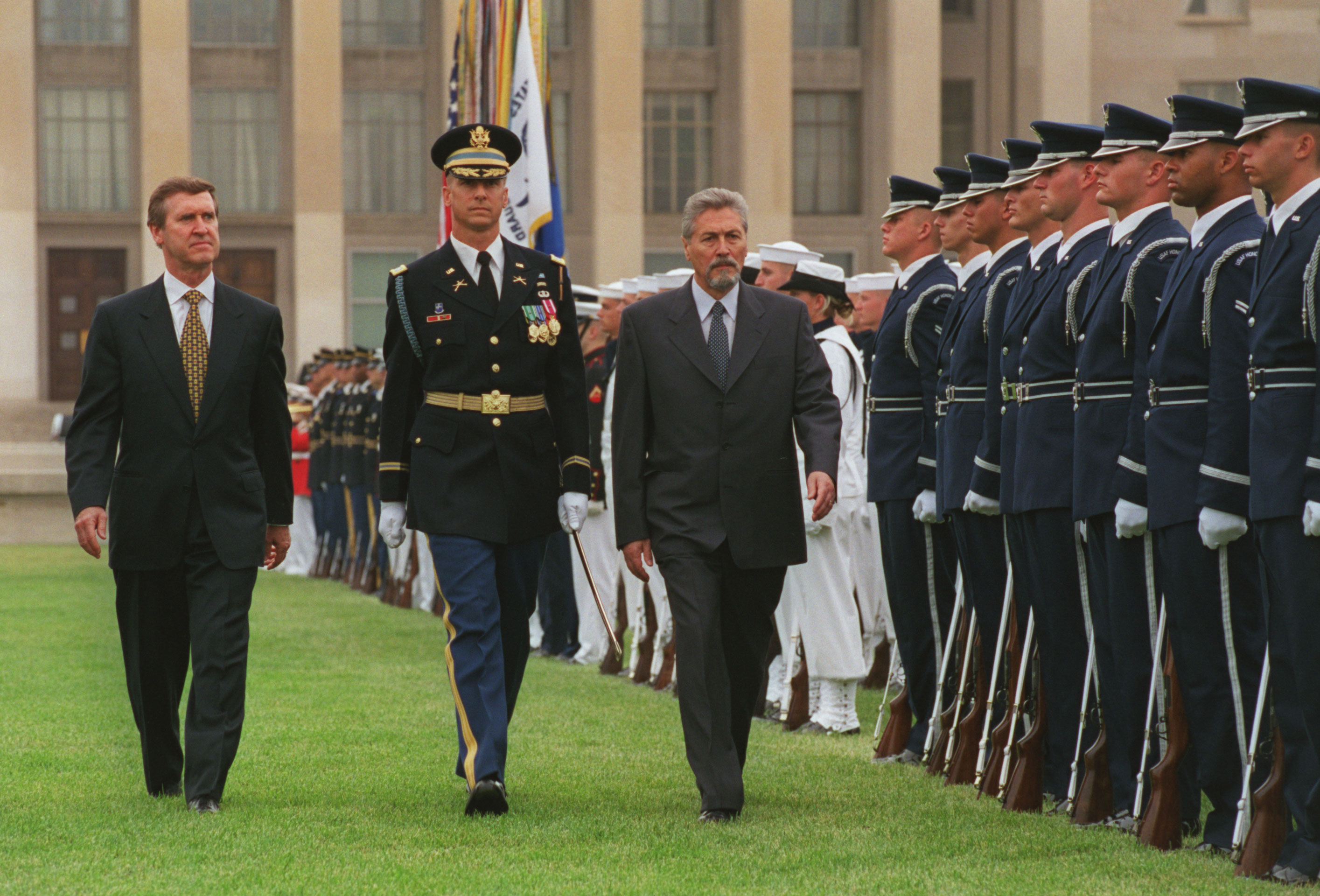
14-21 iulie: Are loc vizita oficială a președintelui Constantinescu în Statele Unite.

- 7-9 iulie: Premierul Radu Vasile efectuează o vizită oficială în Italia. Este primit la Vatican de Papa Ioan Paul al II-lea căruia îi înmânează, din partea președintelui României, invitația de a face o vizită oficială în România, în mai 1999.
- 12 iulie: Franța câștigă Campionatul Mondial de Fotbal.
- 14-21 iulie: Are loc vizita oficială la Washington a președintelui Constantinescu la invitația omologului american Bill Clinton. Șeful statului român a rostit un discurs în Congresul american (în ultimii 150 de ani, doar 50 de șefi de state și guverne au fost invitați să țină discursuri în Congres). Punctul central al discuțiilor l-a reprezentat Parteneriatul startegic româno-american.[5]
- 17 iulie: La conferința de la Roma, 120 de țări votează pentru crearea Curții Penale Internaționale cu misiunea de a judeca persoane care au comis genociduri, crime de război și crime împotriva umanității.
- 17 iulie: La St. Petersburg, Țarul Nicolae al II-lea al Rusiei și familia sa sunt înhumați la St. Catherine Chapel, după 80 de ani de la asasinarea din anul 1918.

### August
- 7 august: Atentatele cu bombe de la ambasadele americane din Nairobi, Kenya și Dar es Salaam, Tanzania. 257 de persoane (din care 12 americani) și-au pierdut viața în atentatele revendicate de „Armata islamică pentru eliberarea locurilor sfinte”.
- 30 august-1 septembrie: Pentru prima oară într-o țară ortodoxă, în România, la București, are loc reuniunea ecumenică internațională „Oameni și Religii”. Se întâlnesc cu această ocazie aproape 800 de preoți și teologi, reprezentând toate marile religii ale lumii: patriarhi ortodocși, șapte cardinali romano-catolici, rabinul șef al Israelului, secretarul Ligii Islamice Mondiale.[8]

### Septembrie

4 septembrie: Doi doctoranzi la Universitatea Stanford din California fondează Google.

- 4 septembrie: Doi doctoranzi la Universitatea Stanford din California fondează Google. Numele motorului de căutare a fost un joc de cuvinte de la „googol”,[9] numărul 1 urmat de 100 de zerouri, care a fost ales pentru a semnifica faptul că motorul de căutare era destinat să furnizeze cantități mari de informații.[10]
- 5 septembrie: UDMR dă un ultimatum colegilor de coaliție cu termen limită 30 septembrie: ori Camera Deputaților Ordonanța de Urgență care permite înființarea universității maghiare de stat, ori UDMR părăsește guvernarea.[11]
- 13 septembrie: Lucian Pintilie primește Marele Premiu Special al Juriului la Festivalul de Film de la Veneția.
- 14 septembrie: Începutul de an școlar în România vine cu anumite schimbări ale ministrului Andrei Marga: programe școlare noi, introducerea calificativelor în locul notelor la clasele I-IV, introducerea examenului de capacitate pentru absolvenții clasei a VIII-a, manuale noi, alternative, pentru clasele I-IV, studiul obligatoriu al religiei.[11]
- 30 septembrie: În ședința de guvern, miniștrii UDMR vin cu proiectul înființării unei universități multiculturale de stat maghiaro-germană la Cluj-Napoca, care să se numească „Petofi - Schiller”. Proiectul este aprobat în aceeși ședință.[12]

### Octombrie

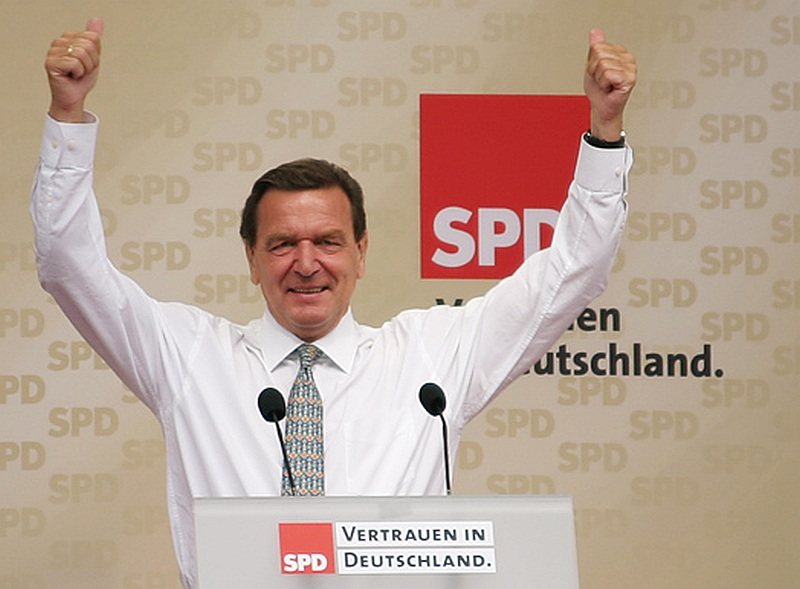
Gerhard Schröder devine cancelar al Germaniei.

- 1 octombrie: Mika Hakkinen și câștigă primul său titlu mondial în Formula 1.
- 7 octombrie: Odată cu presiunea exercitată de UDMR care insistă pentru înființarea Universității de stat maghiaro-germană, crește și numărul vocilor care se opun acestei inițiative.[12]
- 8 octombrie: Procedura de suspendare a lui Bill Clinton în scandalul Monica Lewinsky.
- 14 octombrie: Parlamentul României aprobă cererea NATO ca avioanele Alianței să poată utiliza spațiul aerian pentru posibile operațoini militare împotriva Iugoslaviei în situații de urgență. Forțele aeriene vor survola spațiul românesc în 1999 pentru a bombarda Iugoslavia.
- 14 octombrie: România semnează Memorandumul Phare.
- 20 octombrie: Guvernul hotărește închiderea a 74 de exploatări miniere.[13] În următorii 15 ani autoritățile române au cheltuit peste 350 de milioane de euro pentru închiderea a 555 de mine și cariere neviabile din 227 de localități aflate în 28 de județe.
- 25 octombrie: Alegeri locale pentru Primăria Bucureștiului cu o prezență modestă la vot, de doar 32,97%, ceea ce face ca scrutinul să fie anulat.[13]
- 27 octombrie: Gerhard Schröder devine cancelar al Germaniei.
- 28 octombrie: Parlamentul aprobă participarea României la misiunea OSCE în Kosovo.
- 30 octombrie: Gheorghe Funar, primar al orașului Cluj-Napoca, a acceptat propunerea făcută de Corneliu Vadim Tudor de a deveni secretar general al PRM. Funar fusese exclus din PUNR, partidul pe care l-a fondat, la 4 noiembrie 1997.
- 31 octombrie: Începe criza dezarmării din Irak. Irak anunță că nu mai cooperează cu inspectorii ONU.

### Noiembrie
- 1 noiembrie: Bucureștenii se prezintă din nou la vot pentru a-și alege primarul general, tot cu o prezență scăzută – 34,65%. Rezultatele votului impun desfășurarea a încă unui tur de scrutin. Viorel Lis - 44,6%; Sorin Oprescu - 27%; George Pădure - 20,8%; Alexandru Sassu - 3%; Nicolae Nițu - 1%.[14]
- 3-5 noiembrie: Moștenitorul tronului Marii Britanii, prințul Charles, face o vizită particulară în România, la invitația președintelui Constantinescu.
- 4 noiembrie: La Bruxelles, Comisia Europeană prezintă Parlamentului European primul raport anual individual în legătură cu stadiul de pregătire pentru aderarea la UE a celor 11 state candidate din Europa Centrală și de Est. România oferă cele mai serioase motive de îngrijorare în legătură cu economia, domeniu în care nu s-au înregistrat progrese ci regrese. Dintre cele 4 criterii stabilite de Uniune pentru aderare – politic, economic, adoptarea acquis-ului comunitar, capacitatea administrativă – numai criteriul politic este apreciat drept corespunzător pentru aderare.[14]
- 8 noiembrie: Al doilea tur de scrutin pentru desemnarea primarului general al Capitalei, din nou cu o prezență scăzută – 37,55%. Candidatul CDR, Viorel Lis obține 50,52% din voturi în timp ce candidatul PDSR, Sorin Oprescu obține 49,47% din voturi.
- 16 noiembrie: Este înființat Ziarul Financiar.
- 19 noiembrie: Tabloul lui Vincent van Gogh, Portretul artistului fără barbă este vândut la licitație pentru suma record de 71,5 milioane de dolari.

### Decembrie
- 6 decembrie: Hugo Chávez este ales președinte al Venezuelei.
- 10 decembrie: Curtea de Apel București admite contestația înaintată de PUNR contra HG de înființare a Universității de stat maghiaro-germane „Petofi-Schiller”.
- 12 decembrie: Miron Cozma este reales lider al Ligii Sindicatelor Miniere din Valea Jiului (486 voturi pentru, 14 împotrivă).
- 14 decembrie: Premieră în sistemul bancar de stat – Banca Română de Dezvoltare a fost privatizată. Grupul francez Société Générale a semnat contractul de cumpărare pentru pachetul de acțiuni de 51%. Valoarea totală a tranzacției este de 200 milioane de dolari, din care 135 milioane de dolari vor reveni statului român.[15]
- 18 decembrie: Miron Cozma, în fruntea unei delegații de mineri, se prezintă la Ministerul Industriei și Comerțului pentru a cere ministrului Radu Berceanu să nu închidă unele mine. Cozma nu este primit, invocându-se interdicția pe care acesta o are de la justiție de a intra în București. Sindicatele miniere anunță că vor declanșa o grevă generală.[15]
- 29 decembrie: Traian Băsescu, ministrul Transporturilor, informează opinia publică că  sindicatele miniere au solicitat să i se pună la dispoziție două trenuri a câte 10 vagoane pentru un transport pe ruta Petroșani-București și retur, pentru dimineața de 5 ianuarie 1999. Cererea a fost refuzată.[15]

### Nedatate
- Curtea Penală Internațională (CPI). Corp judiciar permanent, înființat prin Statutul de la Roma al Curții Penale Internaționale, care judecă persoanele acuzate de genocid, crime de război și crime împotriva umanității. Are sediul la Haga, și-a început lucrările pe 1 iulie 2002.
- Daimler-Chrysler AG (azi Daimler AG). Producător german de automobile. A luat ființă prin fuziunea dintre Daimler-Benz și Corporația Chrysler. Sediul se află la Stuttgart, Germania.

## Nașteri

### Ianuarie
- 8 ianuarie: Manuel Locatelli, fotbalist italian
- 10 ianuarie: Stefano Oldani, ciclist italian
- 13 ianuarie: Isabela Souza, actriță braziliană
- 16 ianuarie: Daciana Hosu, handbalistă română
- 18 ianuarie: Andrei Ciobanu, fotbalist român
- 23 ianuarie: XXXTentacion (n. Jahseh Dwayne Ricardo Onfroy), rapper, cântăreț și compozitor american (d. 2018)
- 23 ianuarie: Rachel Crow, cântăreață, comediană și actriță americană

### Februarie
- 11 februarie: Adrian Petre (Adrian Tabarcea Petre), fotbalist român
- 12 februarie: Ena Shibahara, jucătoare de tenis americană

### Martie
- 2 martie: Răzvan Oaidă (Răzvan Constantin Oaidă), fotbalist român
- 2 martie: Jasper Philipsen, ciclist belgian
- 3 martie: Darius Olaru, fotbalist român
- 5 martie: Merih Demiral, fotbalist turc
- 5 martie: Yusra Mardini, înotătoare siriană
- 6 martie: Ian Smith, fotbalist costarican
- 20 martie: Letesenbet Gidey, atletă etiopiană
- 23 martie: Karina Sabirova, handbalistă rusă

### Aprilie
- 3 aprilie: Aina Otsuka, actriță japoneză
- 5 aprilie: Cristian Onțel, fotbalist român
- 6 aprilie: Peyton List, model și actriță americană
- 6 aprilie: Tiberiu Căpușă, fotbalist român
- 8 aprilie: Nicolae Carnat, fotbalist român
- 8 aprilie: Renan Lodi, fotbalist brazilian
- 9 aprilie: Elle Fanning, actriță americană de film
- 10 aprilie: Florinel Coman (Florinel Teodor Coman), fotbalist român
- 12 aprilie: Paulo Londra, cântăreț argentinian
- 17 aprilie: Andra Gogan (Alexandra Gabriela Valentina Gogan), actriță, voice-over, vlogăriță și cântăreață română
- 17 aprilie: Cristian Nicolae Tarcea, artist from Romania
- 19 aprilie: Oana Gavrilă, jucătoare de tenis română
- 26 aprilie: Emily Bölk, jucătoare germană de handbal

### Mai
- 5 mai: Aryna Sabalenka, jucătoare de tenis bielorusă
- 11 mai: Viktória Kužmová, jucătoare de tenis slovacă
- 13 mai: Luca Zidane, fotbalist francez
- 15 mai: Nicolae Ciprian Daroczi, bober român
- 22 mai: Gabriel Simion, fotbalist român
- 22 mai: Alexandra Badea, handbalistă română
- 22 mai: Carmel Buckingham, cântăreață
- 26 mai: Vladimir Arzumanian, cântăreț armean
- 26 mai: Jacob Barnett, fizician american
- 29 mai: Andreea Munteanu, gimnastă artistică română

### Iunie
- 4 iunie: Virgil Ghiță, fotbalist român
- 5 iunie: Jaqueline Cristian, jucătoare de tenis română
- 5 iunie: Iulia Lipnițkaia, patinatoare artistică rusă
- 5 iunie: Enea Mihaj, fotbalist albanez
- 10 iunie: Denis Ciobotariu, fotbalist român
- 11 iunie: Charlie Tahan, actor american
- 16 iunie: Ritsu Doan, fotbalist japonez
- 20 iunie: Andrei Rațiu, fotbalist român
- 21 iunie: Yugo Tatsuta, fotbalist japonez
- 23 iunie: Josip Brekalo, fotbalist croat
- 26 iunie: Ugo Humbert, jucător de tenis francez
- 29 iunie: Mattias Käit, fotbalist estonian

### Iulie
- 5 iulie: Enea Mihaj, fotbalist albanez
- 8 iulie: Jaden Smith, cântăreț și actor american
- 17 iulie: Arilena Ara, cântăreață albaneză
- 21 iulie: Marie Bouzková, jucătoare de tenis cehă
- 22 iulie: Ioana Ignat, cântăreață și compozitoare română
- 22 iulie: Federico Valverde, fotbalist uruguayan
- 24 iulie: Bindi Irwin, actriță, conservatoare și prezentatoare de televiziune australiană
- 25 iulie: Mihai Eșanu, fotbalist
- 30 iulie: Gery-Nikol, cântăreață bulgară
- 30 iulie: Teruki Hara, fotbalist japonez

### August
- 2 august: Valentin Costache, fotbalist român
- 5 august: Kanon Suzuki, cântăreață japoneză
- 8 august: Shawn Mendes, cântăreț, compozitor și model canadian
- 12 august: Stefanos Tsitsipas, jucător de tenis grec
- 13 august: Francisco Cerúndolo, jucător de tenis argentinian
- 15 august: Mihaela Hogaș, patinatoare română de viteză
- 17 august: Ilinca Băcilă, cântăreață română
- 24 august: Marc Hirschi, ciclist elvețian
- 26 august: Dennis Man, fotbalist român
- 26 august: Jeon So-yeon, cântăreață sud-coreeană
- 28 august: Ayase Ueda, fotbalist japonez
- 30 august: Alex Dobre, fotbalist român
- 30 august: Marius Marin, fotbalist

### Septembrie
- 1 septembrie: Joseph Bouasse, fotbalist (d. 2020)
- 8 septembrie: Daiki Sugioka, fotbalist japonez
- 8 septembrie: Adrian Chică Roșă, fotbalist
- 9 septembrie: Mikael Ymer, jucător de tenis suedez
- 10 septembrie: Ao Tanaka, fotbalist japonez
- 10 septembrie: Daiki Suga, fotbalist japonez
- 18 septembrie: Christian Pulisic, fotbalist american
- 21 septembrie: Tadej Pogačar, ciclist sloven
- 23 septembrie: Took Her to the O, rapper american
- 27 septembrie: Ioana Mincă, jucătoare de tenis română
- 28 septembrie: Alex Pașcanu, fotbalist român
- 28 septembrie: Alexandru Pașcanu, fotbalist român
- 29 septembrie: Mihai Neicuțescu, fotbalist român

### Octombrie

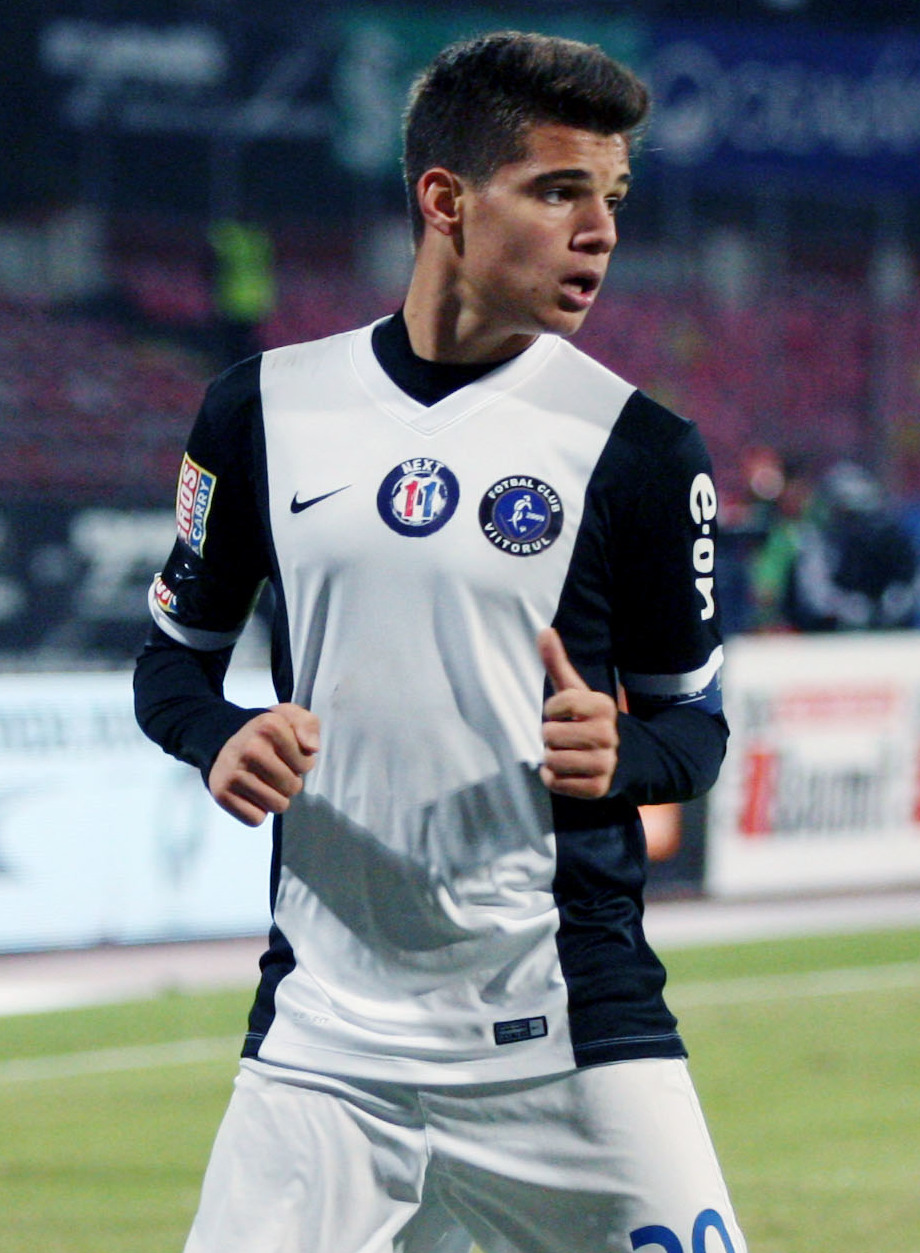
Ianis Hagi

- 2 octombrie: Rubi Rose, cantăreță, textier și model american
- 2 octombrie: Maxime Godart, actor francez
- 7 octombrie: Trent Alexander-Arnold, fotbalist englez
- 22 octombrie: Ianis Hagi, fotbalist român
- 22 octombrie: Roddy Ricch, rapper american
- 27 octombrie: Dayot Upamecano, fotbalist francez
- 27 octombrie: Pavol Inga, fotbalist român
- 28 octombrie: Taiyo Koga, fotbalist japonez
- 28 octombrie: Vlad Mihalcea, fotbalist român
- 29 octombrie: Lance Stroll, pilot canadian de curse

### Noiembrie
- 4 noiembrie: Achraf Hakimi, fotbalist marocan
- 5 noiembrie: Takehiro Tomiyasu, fotbalist japonez
- 11 noiembrie: Liudmila Samsonova, jucătoare de tenis rusă
- 12 noiembrie: Jules Koundé, fotbalist francez
- 14 noiembrie: Johny Romano, cântăreț român
- 14 noiembrie: Sofia Kenin, jucătoare de tenis americană
- 18 noiembrie: Victor Carles, actor francez de film
- 23 noiembrie: Bradley Steven Perry, actor american

### Decembrie
- 2 decembrie: Anna Kalinskaia, jucătoare de tenis rusă
- 5 decembrie: Nicole Cherry (n. Nicoleta Janina Ghinea), cântăreață română de etnie romă
- 8 decembrie: Owen Teague, actor american
- 16 decembrie: Silvia Zarzu, gimnastă română
- 17 decembrie: Martin Ødegaard, fotbalist norvegian
- 20 decembrie: Kylian Mbappé (Kylian Mbappé Lottin), fotbalist francez (atacant)
- 22 decembrie: Genevieve Hannelius (Genevieve Knight Hannelius), cântăreață și muziciană americană
- 22 decembrie: Casper Ruud, jucător de tenis norvegian
- 28 decembrie: Ștefan Vlădoiu (Ștefan Marinel Vlădoiu), fotbalist român
- 29 decembrie: Carlo Casap, fotbalist român
- 29 decembrie: Victor Osimhen, fotbalist nigerian
- 30 decembrie: Mihai Tentea, bober român
- 30 decembrie: Akari Uemura, cântăreață japoneză
- 31 decembrie: Alina Sanko, fotomodel din Rusia

## Decese

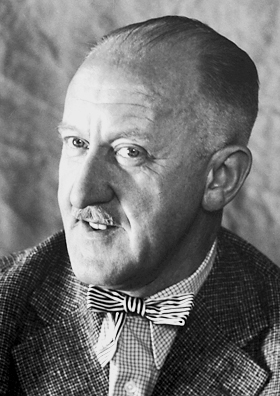
Halldór Kiljan Laxness, scriitor islandez, laureat al Premiului Nobel
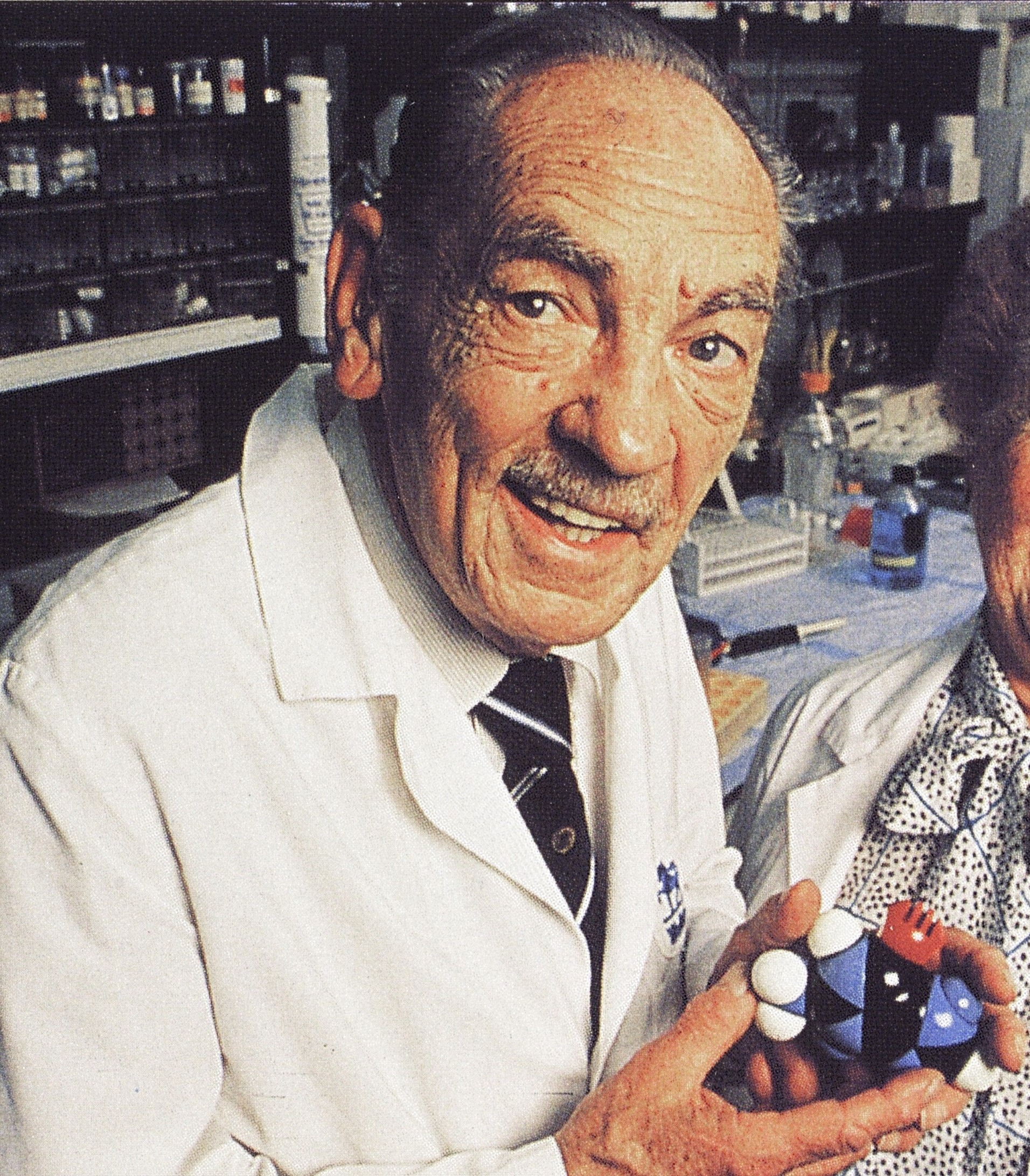
George H. Hitchings, chimist american, laureat al Premiului Nobel
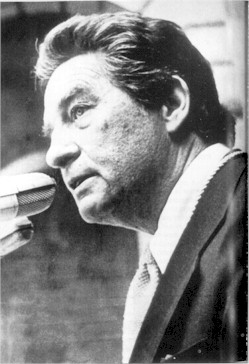
Octavio Paz, scriitor mexican, laureat al Premiului Nobel
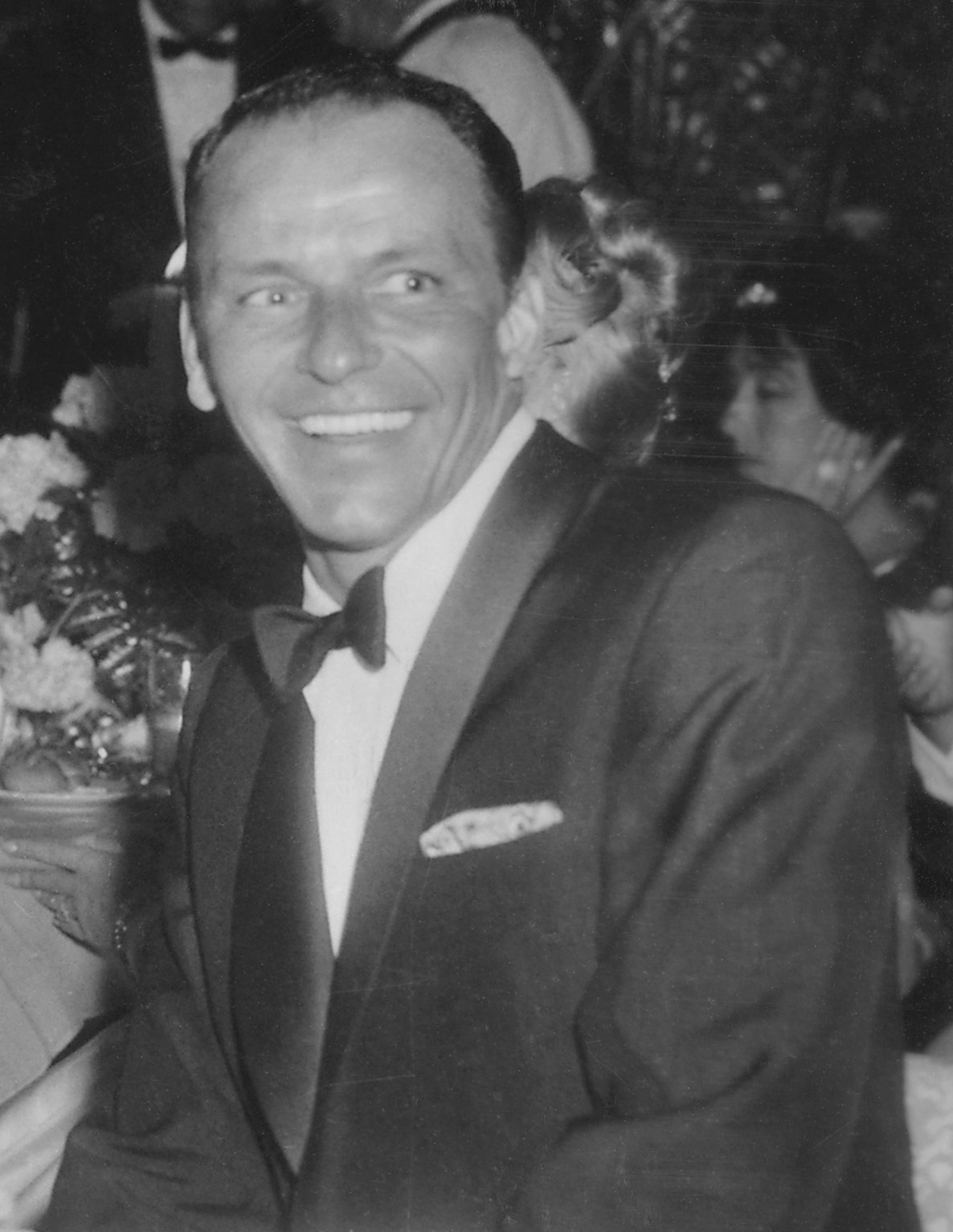
Frank Sinatra, cântăreț, actor, producător și crooner american, laureat al Premiului Oscar

### Ianuarie
- 1 ianuarie: Mircea Marian, 59 ani, prozator, dramaturg și publicist român (n. 1938)
- 4 ianuarie: Vasile Veselovski, 72 ani, compozitor român de muzică ușoară (n. 1925)
- 5 ianuarie: Sonny Bono (Salvatore Phillip Bono), 62 ani, muzician și politician american (n. 1935)
- 7 ianuarie: Vladimir Prelog, 91 ani, chimist elvețian de etnie croată, laureat al Premiului Nobel (1975), (n. 1906)
- 7 ianuarie: Piotr Grabowski, 50 ani, actor polonez (n. 1947)
- 8 ianuarie: Alexandru Elian, 87 ani, istoric român (n. 1910)
- 9 ianuarie: Kenichi Fukui, 79 ani, chimist japonez, laureat al Premiului Nobel (1981), (n. 1918)
- 9 ianuarie: Lia Manoliu, 65 ani, atletă română (n. 1932)
- 28 ianuarie: Ion Onoriu, 60 ani, acordeonist român (n. 1937)
- 30 ianuarie: Samuel Eilenberg, 84 ani, matematician american de etnie poloneză (n. 1913)

### Februarie
- 2 februarie: Raymond Cattell (Raymond Bernard Cattell), 92 ani, psiholog britanic (n. 1905)
- 5 februarie: Pompiliu Dumitrescu, 56 ani, ilustrator român (n. 1941)
- 6 februarie: Falco (n. Johann Hölzel), 40 ani, cântăreț austriac (n. 1957)
- 6 februarie: Augustin Pop, scriitor român (n. 1952)
- 7 februarie: Lawrence Sanders, 77 ani, scriitor american (n. 1920)
- 8 februarie: Halldór Kiljan Laxness (n. Halldór Guðjónsson), 95 ani, scriitor islandez, laureat al Premiului Nobel (1955), (n. 1902)
- 17 februarie: Ernst Jünger, 102 ani, scriitor german (n. 1895)
- 18 februarie: Mya Than Tint, 68 ani, scriitor birman (n. 1929)
- 26 februarie: Theodore Schultz (Theodore William Schultz), 95 ani, economist american laureat al Premiului Nobel (1979), (n. 1902)
- 27 februarie: George H. Hitchings, 92 ani, chimist american, laureat al Premiului Nobel (1988), (n. 1905)
- 27 februarie: J. T. Walsh (James Thomas Patrick Walsh), 54 ani, actor american (n. 1943)

### Martie
- 6 martie: Sergiu Rădăuțanu, 71 ani, fizician din R. Moldova (n. 1926)
- 9 martie: Yolanda Eminescu, 76 ani, profesoară universitară română (n. 1921)
- 22 martie: Shoichi Nishimura, 86 ani, fotbalist japonez (n. 1912)
- 29 martie: Kvitka Cisyk, 44 ani, soprană americană de etnie ucraineană (n. 1953)
- 31 martie: Bella Abzug (Bella Savitzky Abzug), 77 ani, politiciană americană (n. 1920)

### Aprilie
- 9 aprilie: Mihail Grecu, 81 ani, pictor român din Basarabia (n. 1916)
- 13 aprilie: Bahi Ladgham, 85 ani, politician tunisian (n. 1913)
- 13 aprilie: Dumitru Furdui, 61 ani, actor român (n. 1936)
- 15 aprilie: Pol Pot, 72 ani, lider al kmerilor roșii, Cambodgia (n. 1925)
- 17 aprilie: Linda McCartney, 56 ani, muziciană, fotografă și activistă americană pentru drepturile animalelor, soția lui Paul McCartney (n. 1941)
- 19 aprilie: Octavio Paz, 84 ani, scriitor mexican, laureat al Premiului Nobel (1990), (n. 1914)
- 21 aprilie: Jean-François Lyotard, 73 ani, filosof francez (n. 1924)
- 23 aprilie: Konstantinos Karamanlis, 91 ani, politician grec (n. 1907)
- 23 aprilie: Gregor von Rezzori (Gregor Arnulph Hilarius d'Arrezzo), 83 ani, scriitor și actor austriac-român (n. 1914)

### Mai
- 2 mai: Hide (Hideto Matsumoto), 33 ani, muzician japonez (n.1964)
- 3 mai: Gojko Šušak, 53 ani, politician croat (n. 1945)
- 4 mai: David Abramovici Kirjniț, 71 ani, fizician rus de etnie evreiască (n. 1926)
- 7 mai: Allan McLeod Cormack, 74 ani, fizician american de origine sud-africană, laureat al Premiului Nobel (1979), (n. 1924)
- 9 mai: Lucian Bratu, 73 ani, regizor român de film (n. 1924)
- 10 mai: Cesare Perdisa, 65 ani, pilot italian de Formula 1 (n. 1932)
- 14 mai: Frank Sinatra (n. Francis Albert Sinatra), 82 ani, cântăreț, actor, producător și crooner american, laureat al Premiului Oscar (1953), (n. 1915)
- 16 mai: Idov Cohen, 88 ani, politician israelian (n. 1909)
- 26 mai: Ștefan Bănulescu, 71 ani, scriitor român (n. 1926)
- 29 mai: Bujor Almășan, 74 ani, inginer român (n. 1924)

### Iunie
- 2 iunie: Mihai Ioan Botez, 70 ani, medic neurolog român (n. 1927)
- 10 iunie: Hammond Innes, 84 ani, scriitor britanic (n. 1913)
- 13 iunie: Lúcio Costa, 96 ani, arhitect brazilian (n. 1902)
- 20 iunie: Conrad Schumann, 56 ani, soldat german (n. 1942)

### Iulie
- 6 iulie: Roy Rogers (n. Leonard Franklin Slye), 86 ani, actor și cântăreț american (n. 1911)
- 7 iulie: Theodor Enescu, 71 ani, scriitor, istoric și critic de artă român (n. 1926)
- 11 iulie: Octav Botnar, 84 ani, om de afaceri și filantrop britanic, evreu născut la Cernăuți (n. 1913)
- 14 iulie: Mircea Mihai Munteanu, 65 ani, politician român (n. 1933)
- 15 iulie: Leonid Grom, 97 ani, medic român din R. Moldova (n. 1900)
- 22 iulie: Antonio Saura, 67 ani, scriitor și pictor spaniol (n. 1930)
- 28 iulie: Consalvo Sanesi, 87 ani, pilot italian de Formula 1 (n. 1911)
- 31 iulie: Ioan Ploscaru, 86 ani, episcop greco-catolic, român (n. 1911)

### August
- 5 august: Coca Andronescu, 66 ani, actriță română (n. 1932)
- 5 august: Todor Jivkov, 86 ani, politician bulgar, lider (1954-1989), (n. 1911)
- 8 august: László Szabó, 81 ani, șahist maghiar (n. 1917)
- 17 august: Tameo Ide, 89 ani, fotbalist japonez (n. 1908)
- 18 august: Iosif Sava (n. Iosif Segal), 65 ani, muzicolog și realizator de emisiuni radio și TV român de etnie evreiască (n. 1933)
- 21 august: Hans van Abeelen, 61 ani, biolog, genetician și profesor universitar neerlandez (n. 1936)
- 25 august: Allan Macartney, 57 ani, politician britanic (n. 1941)
- 26 august: Frederick Reines, 80 ani, fizician american, laureat al Premiului Nobel (1995), (n. 1918)
- 29 august: Alexandre Alves Costa, 79 ani, politician brazilian (n. 1918)

### Septembrie
- 3 septembrie: Dinu Manolache, 43 ani, actor român de teatru și film (n. 1955)
- 6 septembrie: Akira Kurosawa, 88 ani, regizor japonez de film (n. 1910)
- 8 septembrie: Maria Hetco, 82 ani, filologă română (n. 1915)
- 9 septembrie: Mariano Martín Alonso, 78 ani, fotbalist spaniol (atacant), (n. 1919)
- 12 septembrie: Hans Wolfram Hockl, 90 ani, scriitor german (n. 1912)
- 13 septembrie: Antonio Núñez Jiménez, 75 ani, antropolog cubanez (n. 1923)
- 17 septembrie: Iacov Averbuh, 76 ani, pictor din R. Moldova (n. 1922)
- 20 septembrie: Ion Marinescu, 67 ani, actor român (n. 1930)

### Octombrie
- 3 octombrie: Roddy McDowall, 70 ani, actor britanic (n. 1928)
- 8 octombrie: Anatol Vieru, 72 ani, compozitor român (n. 1926)
- 15 octombrie: Leopoldina Bălănuță, 63 ani, actriță română de film, teatru, TV și voce (n. 1934)
- 23 octombrie: Silviu Stănculescu, 66 ani, actor român de teatru și film (n. 1932)
- 24 octombrie: Alain Guillermou, 85 ani, profesor universitar francez (n. 1913)

### Noiembrie
- 2 noiembrie: Ștefan Pascu, 84 ani, istoric român (n. 1914)
- 5 noiembrie: Momoko Kōchi, 66 ani, actriță japoneză (n. 1932)
- 8 noiembrie: Jean Marais, 84 ani, actor francez de film (n. 1913)
- 10 noiembrie: Jean Leray, 92 ani, matematician francez (n. 1906)
- 13 noiembrie: Valerie Hobson, 81 ani, actriță irlandeză (n. 1917)
- 13 noiembrie: Ilie Văduva, 64 ani, politician român (n. 1934)
- 20 noiembrie: Marian Brandys, 86 ani, scriitor polonez (n. 1912)
- 25 noiembrie: Ion Adamache, 75 ani, inginer român (n. 1923)
- 30 noiembrie: Cecilia Storck Botez (aka Lita Botez), 84 ani, pictoriță română (n. 1914)

### Decembrie
- 2 decembrie: Ilie Cleopa (n. Ilie Constantin), 86 ani, arhimandrit român și stareț la Mănăstirea Sihăstria (jud. Neamț), (n. 1912)
- 2 decembrie: Cleopa Ilie (n. Constantin Ilie), 86 ani, arhimandrit, stareț român (n. 1912)
- 2 decembrie: Teofil Pop (Teofil Faust Dumitru Pop), 68 ani, politician român (n. 1930)
- 10 decembrie: Banu Rădulescu, 74 ani, scriitor român (n. 1924)
- 21 decembrie: Gábor Miklóssy, 86 ani, pictor maghiar din România (n. 1912)
- 21 decembrie: Béla Szőkefalvi-Nagy, 85 ani, matematician maghiar (n. 1913)
- 22 decembrie: Louis Filler, 87 ani, istoric american (n. 1911)
- 30 decembrie: Joan Brossa, 79 ani, scriitor, dramaturg, designer grafic și artist plastic catalan (n. 1919)
- 31 decembrie: Gheorghe Șerban, 44 ani, academician român (n. 1954)

### Nedatate
- Virgil Actarian (Virgil Ionel Corneliu Actarian), 76 ani, inginer mecanic, jurnalist și politician comunist român (n. 1921)

## Premii Nobel
- Fizică: Robert B. Laughlin, Horst L. Störmer, Daniel C. Tsui (SUA)
- Chimie: Walter Kohn (SUA), John A. Pople (Regatul Unit)
- Medicină: Robert F. Furchgott, Louis J. Ignarro, Ferid Murad (SUA)
- Literatură: José Saramago (Portugalia)
- Pace: John Hume, David Trimble (Regatul Unit)

## Medalia Fields
- Richard Ewen Borcherds (Regatul Unit)
- William Timothy Gowers (Regatul Unit)
- Maxim Kontsevici (Rusia)
- Curtis T. McMullen (SUA)